# Stazione di Leganés
La stazione di Leganés è una stazione ferroviaria di Leganés, sulla linea Madrid-Valencia de Alcántara.
La stazione offre servizi di media distanza e forma parte della linea C5 delle Cercanías di Madrid.
Si trova tra la avenida del Cobre e la calle Virgen del Camino, nel comune di Leganés, nella Comunità di Madrid.
La stazione è collegata alla stazione di Leganés Central che dà servizio alla linea 12 della metropolitana di Madrid.

## Storia
La stazione è stata inaugurata il 20 giugno 1876 con l'apertura del tratto Madrid - Torrijos della linea che collegava la capitale spagnola con Malpartida de Plasencia.
Negli anni 80 la stazione è stata incorporata alla linea 5 delle Cercanías.